# Ammobaculinidae
Ammobaculinidae es una familia de foraminíferos bentónicos de la superfamilia Recurvoidoidea, del suborden Lituolina y del orden Lituolida. Su rango cronoestratigráfico abarca desde el Valanginiense (Cretácico inferior) hasta la Actualidad.

## Discusión
Clasificaciones previas incluían Ammobaculinidae en la superfamilia Haplophragmioidea, así como en el suborden Textulariina del orden Textulariida, o en el orden Lituolida sin diferenciar el suborden Lituolina.

## Clasificación
Ammobaculinidae incluye a las siguientes subfamilias y géneros:
- Subfamilia Ammobaculininae
  - Ammobaculinus
  - Bulbobaculites †
  - Navarella †
- Subfamilia Telatynellinae
  - Telatynella †